# Lothar Fährmann
Lothar Fährmann (* 21. März 1940) ist ein ehemaliger deutscher Handballspieler.

## Leben
Fährmann verließ 1958 Pirna, wo er neben Handball auch Fußball und Volleyball gespielt hatte, um in Leipzig ein Studium an der Deutschen Hochschule für Körperkultur (DHfK) aufzunehmen. In Leipzig spielte er Handball beim SC DHfK.
Der Linkshänder, ein 1,83 Meter großer Rückraumspieler, gewann 1966 mit Leipzig den Europapokal der Landesmeister, zudem wurde er mit der Mannschaft viermal DDR-Meister. Er spielte bis 1970 für den SC DHfK.
1965 schloss er sein Studium an der DHfK ab, der Titel seiner Diplomarbeit lautete „Zusammenstellung von Faktoren, die sich auf den Torwurf auswirken“. Fährmann war dann an der DHfK als Sportlehrer tätig und in der Handballausbildung beschäftigt. Von 1983 bis 1985 weilte er als Handballtrainer in Indien. Nach dem Ende der Deutschen Demokratischen Republik und der Auflösung der Deutschen Hochschule für Körperkultur setzte er seine Tätigkeit als Handballlehrer an der Sportwissenschaftlichen Fakultät der Universität Leipzig fort. Fährmann wirkte ebenfalls an den an der DHfK beziehungsweise der Uni Leipzig durchgeführten internationalen Trainerkursen mit.
Fährmann war Mitautor der Lehrwerke „Handball: Übungssammlung für des Übungs-, Trainings- und Wettkampfbetrieb“ (erschienen 1979, gemeinsam mit Christian Menschel und Hans-Gert Stein) und „Handball: Anleitung für den Übungsleiter“ (1. Auflage 1981, gemeinsam mit Christian Menschel und Hans-Gert Stein).